# Gazette Verbrauchermagazin
Das Gazette Verbrauchermagazin ist ein monatlich erscheinendes Anzeigenblatt für den Südwesten Berlins. Der gleichnamige Verlag wurde im Jahr 1975 gegründet und gehört bis heute keinem Konzern an.
Derzeit erscheint die Monatszeitschrift in fünf Bezirksausgaben mit einer monatlich verteilten Auflage von 195.800 Exemplaren. Sie wird durchgängig vierfarbig im handlichen Tabloid-Format gedruckt. Mit der lokalen Verbreitung im Südwesten von Berlin erreicht das durch Anzeigen finanzierte Gazette Verbrauchermagazin  Haushalte in Zehlendorf, Steglitz, Wilmersdorf, Charlottenburg und Schöneberg.
Die redaktionelle Ausrichtung umfasst feste Service- und Ratgeberseiten sowie Sonderthemen und Themenrubriken wie Haus & Wohnung, Wellness & Gesundheit, Haushalt & Familie usw. Im Lokalteil erscheinen auch Themen, die aktuell in den Bezirksverordnetenversammlungen diskutiert werden, das „Wort des Bezirksbürgermeisters“ sowie Termine in Zusammenarbeit mit den Bezirksämtern.